# Ngounié
Ngounié er en provins i det sydlige centrale Gabon, der dækker et areal på 37.750 km². Hovedstaden er byen Mouila. Ved folketællingen i 2013 havde den 100.838 indbyggere. I 2016 var guvernøren Benjamin Nzigou.

## Historie
Provinsen er opkaldt efter Ngouniéfloden, som krydser den med sine mange bifloder.
I december 1858 navigerede den franske opdagelsesrejsende Paul Du Chaillu ad Nguoiné-floden opstrøms til Fougamou. På sin rejse mødte han flere lokale stammer, som han beskrev i sine dagbøger fra sin anden rejse. Senere blev der bygget katolske missioner i byerne Mandji, Sindara og Saint Martin, hvis arkitektur tiltrækker mange turister.

## Geografi
Geografien varierer fra store vidder med savanne og skov til Krystalbjergene (fr: Monts de Cristal) i nord til Chaillu- og Ikoundou-bjergkæderne længere sydpå. Stejle, skrånende bjerge grænser op til sletter og tætte skove, savanne, søer og frodigt landbrugsjord.
Mod sydøst grænser Ngounié til Niari departement i Republikken Congo. Indlands grænser den til provinserne :
- Nyanga – syd
- Ogooué-Maritime – vest
- Moyen-Ogooué – nord
- Ogooué-Ivindo – nordøst
- Ogooué-Lolo – øst

### Departementer
Ngounié er inddelt i 9 departementer:
- Boumi-Louetsi departement (Mbigou)
- Dola departement (Ndendé)
- Douya-Onoy departement (Mouila)
- Louetsi-Wano departement (Lébamba)
- Ndolou departement (Mandji)
- Ogoulou departement (Mimongo)
- Tsamba-Magotsi departement (Fougamou)
- Louetsi-Bibaka departement (Malinga)
- Mougalaba departement (Guietsou)

## Befolkning
Ngounié har en anslået befolkning på 101.415 indbyggere og omfatter en betydelig etnisk mangfoldighed, herunder Eshira, Apindjis, Punu, Tsogo, Nzebi, Massango, Vungu og Eviya, som immigrerede til Gabon i successive bølger og har levet fredeligt sammen i mange århundreder.
Alle disse etniske grupper er Bantufolk.

### Etnisk fordeling
Etniske grupper og antal indbyggere
- Punu-Eshira: 35.260
- Nzeb-Dyma: 22.260
- Okandé-Tsogho: 11.815
- Kota-Kélé: 2.435

Traditionelle sociale og religiøse organisationer er stadig meget til stede i provinsens dagligdag, især Bwiti og Ndjembé.

## References
1. ↑  "Communiqué final du conseil des ministres du 11 février 2016". gabonactu.com (fransk). 12. februar 2016. Arkiveret fra originalen 11. april 2016.
2. 1 2  Lopé-Chaillu-Louesse Landscape (PDF) (engelsk). Central Africa Regional Program for the Environment (CARPE), United States Agency for International Development, via University of Maryland. s. 139.